# Јелч-Ласковице
Јелч-Ласковице (пољ. Jelcz-Laskowice) град је у Пољској у Војводству доњошлеском. По подацима из 2012. године број становника у месту је био 15 864.

## Становништво
| 2012.  |
| ------ |
| 15 864 |

## Партнерски градови
- Гуденсберг